# Тейшейра (Байан)
Тейшейра (порт. Teixeira) — район (фрегезия) в Португалии, входит в округ Порту. Является составной частью муниципалитета Байан. По старому административному делению входил в провинцию Дору-Литорал. Входит в экономико-статистический субрегион Тамега, который входит в Северный регион. Население составляет 874 человека на 2001 год. Занимает площадь 20,85 км².
Покровителем района считается Апостол Пётр (порт. São Pedro).